# Aspidogaster limacoides
Aspidogaster limacoides är en plattmaskart som beskrevs av Diesing 1834. Aspidogaster limacoides ingår i släktet Aspidogaster och familjen Aspidogastridae. Inga underarter finns listade i Catalogue of Life.